# Lorenzo Rota
Lorenzo Rota (* 23. Mai 1995 in Bergamo) ist ein italienischer Radrennfahrer.

## Sportlicher Werdegang
Nach dem Wechsel in die U23 war Rota zunächst Mitglied beim italienischen UCI Continental Team MG Kvis-Wilier. Es folgten ab der Saison 2016 vier Jahre bei Bardiani CSF und ein Jahr bei Vini Zabù, bevor er zur Saison 2021 im Team Intermarché-Wanty-Gobert Matériaux in die UCI WorldTour aufstieg. Bis zur Saison 2022 absolvierte er fünf Grands Tours, bei denen er vorrangig als Helfer eingesetzt wurde, blieb aber selbst bis dahin ohne zählbaren Erfolg. Erst bei der Sazka Tour 2022 gewann er die zweite Etappe und übernahm die Führung in der Gesamtwertung, die er bis zum Ende der Rundfahrt erfolgreich verteidigte. 2023 und 2024 fuhr er zahlreiche Top-10-Platzierungen ein, blieb aber ohne weiteren zählbaren Erfolg.

## Erfolge
2013
- Punktewertung Giro di Basilicata

2022
- Gesamtwertung, eine Etappe und Punktewertung Sazka Tour

## Grand-Tour-Platzierungen
| Grand Tour            | 2017 | 2018 | 2019 | 2020 | 2021 | 2022 | 2023 | 2024 |
| --------------------- | ---- | ---- | ---- | ---- | ---- | ---- | ---- | ---- |
| Giro d’ItaliaGiro     | 151  | –    | 85   | 93   | –    | 32   | 46   | –    |
| Tour de FranceTour    | –    | –    | –    | –    | 63   | –    | –    | –    |
| Vuelta a EspañaVuelta | –    | –    | –    | –    | –    | –    | –    | DNF  |